# بطولة الأمم الست 2014
بطولة الأمم الستة 2014 (بالإنجليزية: 2014 Six Nations Championship)‏ هو موسم من بطولة الأمم الستة. أقيم خلال الفترة 1 فبراير 2014 وحتى 15 مارس 2014، وفاز فيه منتخب أيرلندا الوطني لاتحاد الرغبي.